# والدشتتن (بایرن)
والدشتتن (به آلمانی: Waldstetten) یک شهر در آلمان است که در گونتسبورگ واقع شده‌است.